# Municipio de Bengtsfors
El municipio de Bengtsfors (en sueco: Bengtsfors kommun) es un municipio en la provincia de Västra Götaland, al suroeste de Suecia. Su sede se encuentra en la ciudad de Bengtsfors. El municipio actual se formó en 1971 cuando la antigua ciudad de mercado (köping) de Bengtsfors (instituida en 1926) se fusionó con los municipios de Bäckefors, Lelång y Steneby.

## Localidades
Hay 5 áreas urbanas (tätort) en el municipio:
| # | Tätort       | Población |
| - | ------------ | --------- |
| 1 | Bengtsfors   | 3249      |
| 2 | Dals Långed  | 1453      |
| 3 | Billingsfors | 1166      |
| 4 | Bäckefors    | 702       |
| 5 | Skåpafors    | 357       |

## Ciudades hermanas
Bengtsfors está hermanado o tiene tratado de cooperación con:
- Wuzhóu, China